# Gleichverteilung
Der Begriff Gleichverteilung stammt aus der Wahrscheinlichkeitstheorie und beschreibt eine Wahrscheinlichkeitsverteilung mit bestimmten Eigenschaften. Im diskreten Fall tritt jedes mögliche Ergebnis mit der gleichen Wahrscheinlichkeit ein, im stetigen Fall ist die Dichte konstant. Der Grundgedanke einer Gleichverteilung ist, dass es keine Präferenz gibt.
Beispielsweise sind die Ergebnisse beim Würfeln nach einem Wurf die sechs möglichen Augenzahlen: {\displaystyle \Omega =\{1,2,3,4,5,6\}}. Bei einem idealen Würfel beträgt die Eintrittswahrscheinlichkeit jedes dieser Werte 1/6, da sie für jeden der sechs möglichen Werte gleich groß ist und die Summe der Einzelwahrscheinlichkeiten 1 ergeben muss.

## Definition

### Diskreter Fall
Sei {\displaystyle \Omega } eine nichtleere endliche Menge. Dann ist bei einer Gleichverteilung die Wahrscheinlichkeit {\displaystyle P(A)} eines Ereignisses {\displaystyle A} mit {\displaystyle A\subseteq \Omega } durch die Laplace-Formel definiert:
{\displaystyle P(A)={\frac {|A|}{|\Omega |}}={\frac {{\text{Anzahl der Elemente von }}A}{{\text{Anzahl der Elemente von }}\Omega }}}

### Stetiger Fall
Sei {\displaystyle \Omega } ein endliches reelles Intervall, also {\displaystyle \Omega =[a,b]} für {\displaystyle a,b\in \mathbb {R} }. Die Wahrscheinlichkeit eines Ereignisses {\displaystyle A\subseteq \Omega } ist bei einer Gleichverteilung definiert als
{\displaystyle P(A)=\int _{A}{\frac {1}{\lambda (\Omega )}}\,\mathrm {d} \lambda (x)={\frac {\lambda (A)}{\lambda (\Omega )}}={\frac {\lambda (A)}{b-a}},}
wobei {\displaystyle \lambda } das Lebesgue-Maß bezeichnet. Insbesondere gilt für ein Teilintervall {\displaystyle A=[c,d]\subseteq [a,b]}
{\displaystyle P(A)={\frac {\lambda (A)}{\lambda (\Omega )}}={\frac {d-c}{b-a}}.}
Die Wahrscheinlichkeitsdichtefunktion ist hier eine stückweise konstante Funktion {\displaystyle \rho } mit:
{\displaystyle \rho (x)={\begin{cases}{\frac {1}{b-a}}&a\leq x\leq b,\\0&{\text{sonst}}.\end{cases}}}
Mit Hilfe der Indikatorfunktion des Intervalls {\displaystyle [a,b]} schreibt sich dies kürzer in der Form
{\displaystyle \rho (x)={\frac {1}{b-a}}\cdot \mathbf {1} _{[a,b]}(x).}
In ähnlicher Weise kann man eine stetige Gleichverteilung auch auf beschränkten Teilmengen {\displaystyle \Omega } des {\displaystyle n}-dimensionalen Raumes {\displaystyle \mathbb {R} ^{n}} erklären. Für ein Ereignis {\displaystyle A\subseteq \Omega } erhält man die zum eindimensionalen Fall analoge Formel
{\displaystyle P(A)=\int _{A}{\frac {1}{\lambda ^{n}(\Omega )}}\,\mathrm {d} \lambda ^{n}(x)={\frac {\lambda ^{n}(A)}{\lambda ^{n}(\Omega )}},}
wobei {\displaystyle \lambda ^{n}} das {\displaystyle n}-dimensionale Lebesgue-Maß bezeichnet.

## Beispiele
- Beim Werfen eines idealen Würfels ist die Wahrscheinlichkeit jeder Augenzahl zwischen 1 und 6 gleich 1/6.
- Beim Münzwurf einer idealen Münze ist die Wahrscheinlichkeit für jede der beiden Seiten gleich 1/2.

## Indifferenzprinzip von Laplace und die Gleichverteilung
Die Gleichverteilung war Forschungsgebiet für Pierre-Simon Laplace, der vorschlug, dass man erst einmal Gleichverteilung annehmen solle, wenn man auf einem Wahrscheinlichkeitsraum das Wahrscheinlichkeitsmaß nicht kennt (Indifferenzprinzip). Nach ihm nennt man einen Wahrscheinlichkeitsraum {\displaystyle (\Omega ,\,{\mathfrak {P}}(\Omega ),\,{\mathcal {U}}_{\Omega })} für endliches Ω auch Laplace-Raum.